# Къща музей „Димчо Дебелянов“
Къщата музей „Димчо Дебелянов“ е родният дом на поета Димчо Дебелянов. Сградата е строена от дядо му Динчо Дебелян (чието име носи и той) през 1830 година.

## История на музея
До 50-те години на XX век къщата е в крайно тежко състояние и запустяла. Заслугата тя да бъде възстановена като музей на Димчо Дебелянов е на архитект Вельо Дебелянов, преотстъпил собствеността и изготвил плановете за реставрация. Родният дом на поета е възстановен през 1957 г., а на следващата година е превърнат в музей с подредена експозиция от снимки и документи, свързани с неговия живот и поезия.
Възстановяването на къщата е осъществено с решение на Министерския съвет. Ръководител на мероприятието е арх. Вельо Дебелянов с помощник арх. Д. Василева, технически ръководител е копривщенеца арх. Янчо Стоичков. Помага със съвети, спомени и дарява лични вещи на поета сестра му Мария Дебелянова-Григорова.
Тържествата по повод откриването на музея са в двора на къщата и започват със слово на директора на Дирекция на музеите в Копривщица Петко Теофилов. Слово произнася Павел Матев, като секретар на Съюза на българските писатели. Председателят на Околийския народен съвет – Пирдоп Димитър Самодивкин прерязва трибагрената лента и обявява музея за открит. След разглеждането на експозицията има поклонение на гроба на поета. Там слово произнася писателят Веселин Андреев. Както и при освещаването на паметника през 1934 година, са хвърлени венци от прелитащ самолет. Единият от тях пада точно върху паметника. Вечерта на същия ден в градското читалище е изнесен музикално-поетичен рецитал, съставен по творби на Димчо Дебелянов. Скромно присъствие на откриването на музея има и възлюблената на поета Иванка Дерменджийска-Горинова.
През 1967 г. в добре поддържания двор е поставен преместеният от гробищния парк на храм „Успение Богородично“ оригинал на скулптурната фигура „Майка“, дело на професор Иван Лазаров.
В музея се провеждат ежегодно през август „Дебелянови вечери“ с връчване на Националната литературна награда „Димчо Дебелянов“ (от 2015 на всеки две години), съпътствани с литературни четения и музикални концерти.
Къщата музей „Димчо Дебелянов“ и Дирекцията на музеите са инициатори за изработването на медал за отличие на Националния студентски конкурс „Димчо Дебелянов“. Проектът е на Павел Койчев и е отлят в Монетния двор.
Посетителите и ценителите могат да чуят стиховете на поета в изпълнение на български артисти на български, руски, английски, немски и френски.През годините уредници на музея са били Тодор Тумангелов, Александър Божинов, Георги Белстойнев, Славимир Генчев (1977 – 1980), Валери Калонкин и Дойчо Иванов (2003 – 2019).

## Сътрудничество с музей „Димчо Дебелянов“
| Предоставени услуги                                  | Предоставени услуги |
| ---------------------------------------------------- | ------------------- |
| пълна био и библиография за Димчо Дебелянов          |                     |
| консултантска помощ                                  |                     |
| Организирани мероприятия                             |                     |
| литературни вечери                                   |                     |
| литературни четения                                  |                     |
| литературни чествания                                |                     |
| премиери на книги                                    |                     |
| изнасяне на уроци                                    |                     |
| провеждане на беседи, семинари и диспути             |                     |
| Осигурени възможности                                |                     |
| лятна читалня и работа с богат архив от документи    |                     |
| условия за научно-изследователска работа             |                     |
| отмора и наслада в „тихия двор с белоцветните вишни“ |                     |

Срещу музея се намира Художествената галерия „Палавееви къщи“.
Къщата е на улица „Димчо Дебелянов“ № 6 и се стопанисва от Дирекцията на музеите в Копривщица.